# Abschnittswall Erdener Burgberg

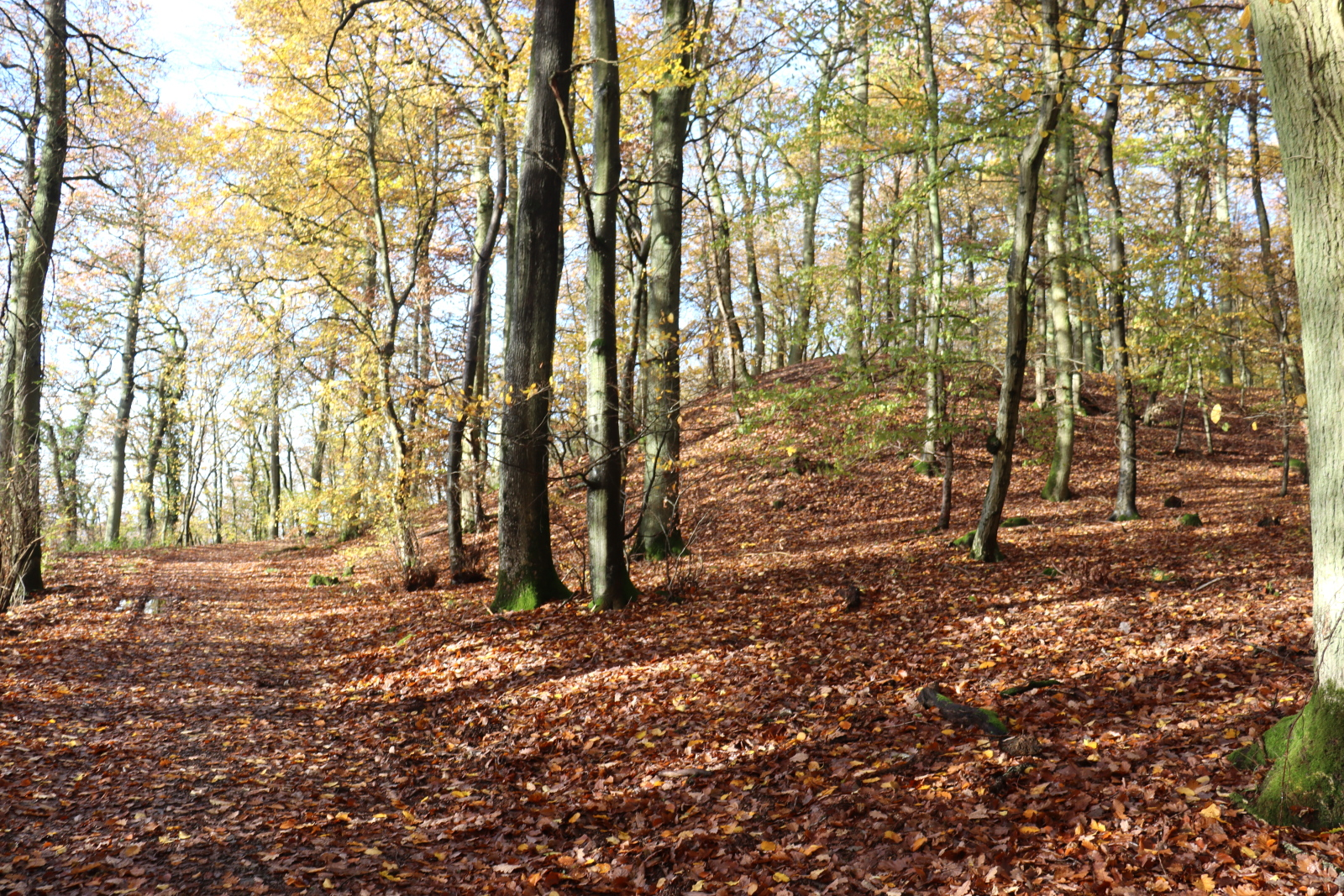
Zugang zum Abschnittswall Erdener Burgberg aus Richtung Osten.

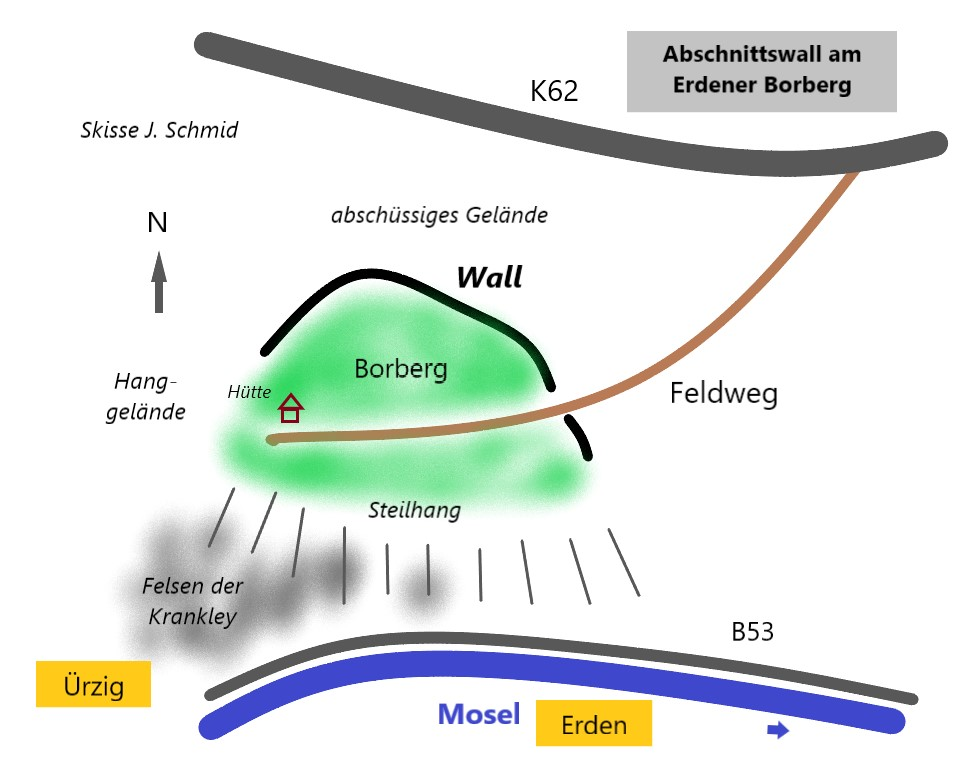
Abschnittswall Erdener Burgberg – Ortslage und Wallverlauf (Schemaskizze).

Der Abschnittswall Erdener Burgberg befindet sich auf der weithin sichtbaren Bergkuppe links der Mosel oberhalb eines Felsmassivs gegenüber der Moselgemeinde Erden.

## Geschichte
Die nur auf der Nordseite durch ein Wallsystem geschützte Anlage mit einer Fläche von circa 307 Ar war auf der 300 m langen Südseite durch einen Steilhang mit schroffen Felswänden begrenzt, die gleichzeitig als natürlicher Schutz dienten. Gefundene Keramik- und Holzreste deuten auf eine Entstehungszeit um 150 vor Chr. hin. In einem Abschnitt, der als Schnitt I dokumentiert ist, wurde eine 5,10 m breite doppelschalige Trockenmauer aus Schiefer festgestellt, die durch 15 cm breite Aussparungen an der senkrechten 1 m breiten Außenmauerschale unterbrochen war. Diese Aussparungen waren durch zwischenzeitlich vermoderte Holzpfosten entstanden und lieferten als Befund den Beweis, dass es sich hier um eine Pfostenschlitzmauer gehandelt hat. In einem Bereich konnte vor dem Wall noch ein 4 Meter breiter Graben mit einer Tiefe von 1,20 m nachgewiesen werden. Innerhalb der Anlage wurden 10 Pfostengruben in zentrale Lage festgestellt, die einen Vergleich mit der Bebauungsart der Bundenbacher Altburg nahelegen.

## Erbauer und Nutzungszweck
Erbaut wurde die Anlage von keltischen Treverern, die im 2. Jahrhundert im Moselraum ansässig waren. Ihre Höfe befanden sich im nahen Umland vermutlich im Gebiet des Alftals und der Uferregionen der Mosel. Der Standort der Anlage mit 230 m Länge und 125 m Breite auf der Bergkuppe mit weiter Sicht war strategisch gut gewählt. Die Ausgrabungen des Rheinischen Landesmuseums Trier im Jahre 1975 konnten jedoch bis auf einige gefundene Pfostenlöcher keine weiteren Hinweise zur inneren Bebauung der Anlage liefern. Es wird vermutet, dass der Abschnittswall nicht der Dauerbesiedlung diente, sondern als Fliehburg und Rückzugsort bei drohender Gefahr. Ob sie wirklich einmal zu Verteidigungszwecken genutzt wurde, konnte ebenfalls nicht ermittelt werden. Es wird für möglich gehalten, dass sie zum Schutz vor anrückenden germanischen Stämmen der Kimbern und Teutonen aus den rechtsrheinischen Gebieten errichtet wurde, die im 2. vorchristlichen Jahrhundert begannen, ihre Siedlungsräume zu verlassen. Nach der Eroberung des Keltenlandes durch die Römer zwischen 58 und 51 v. Chr. wurde die Fliehburg nutzlos und es folgte die keltisch-römische Geschichtsepoche, die bis ca. 450 n. Chr. andauerte.
.

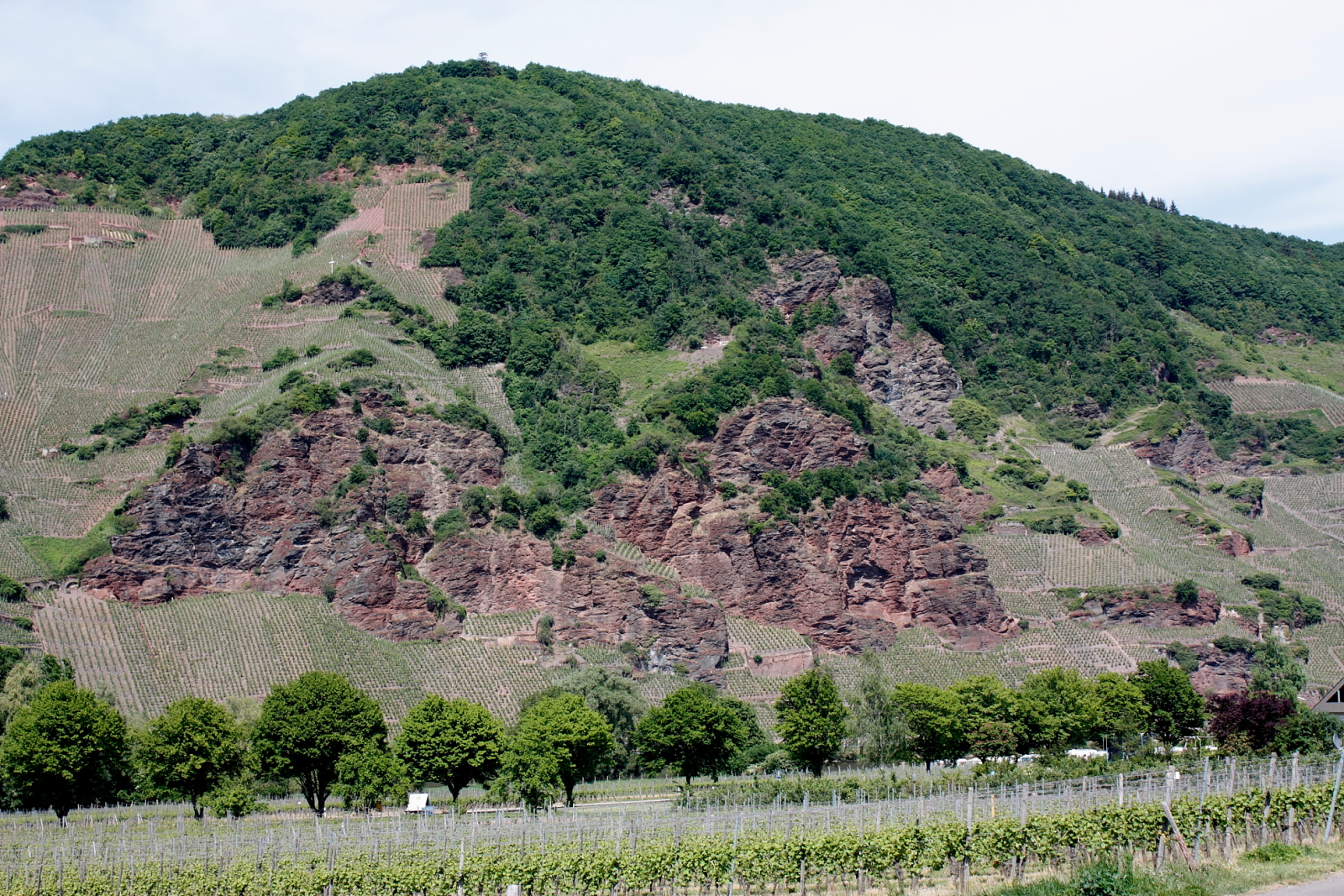
Abschnittswall auf dem Erdener Borberg (Burgberg) oberhalb des Felsmassivs gegenüber Erden
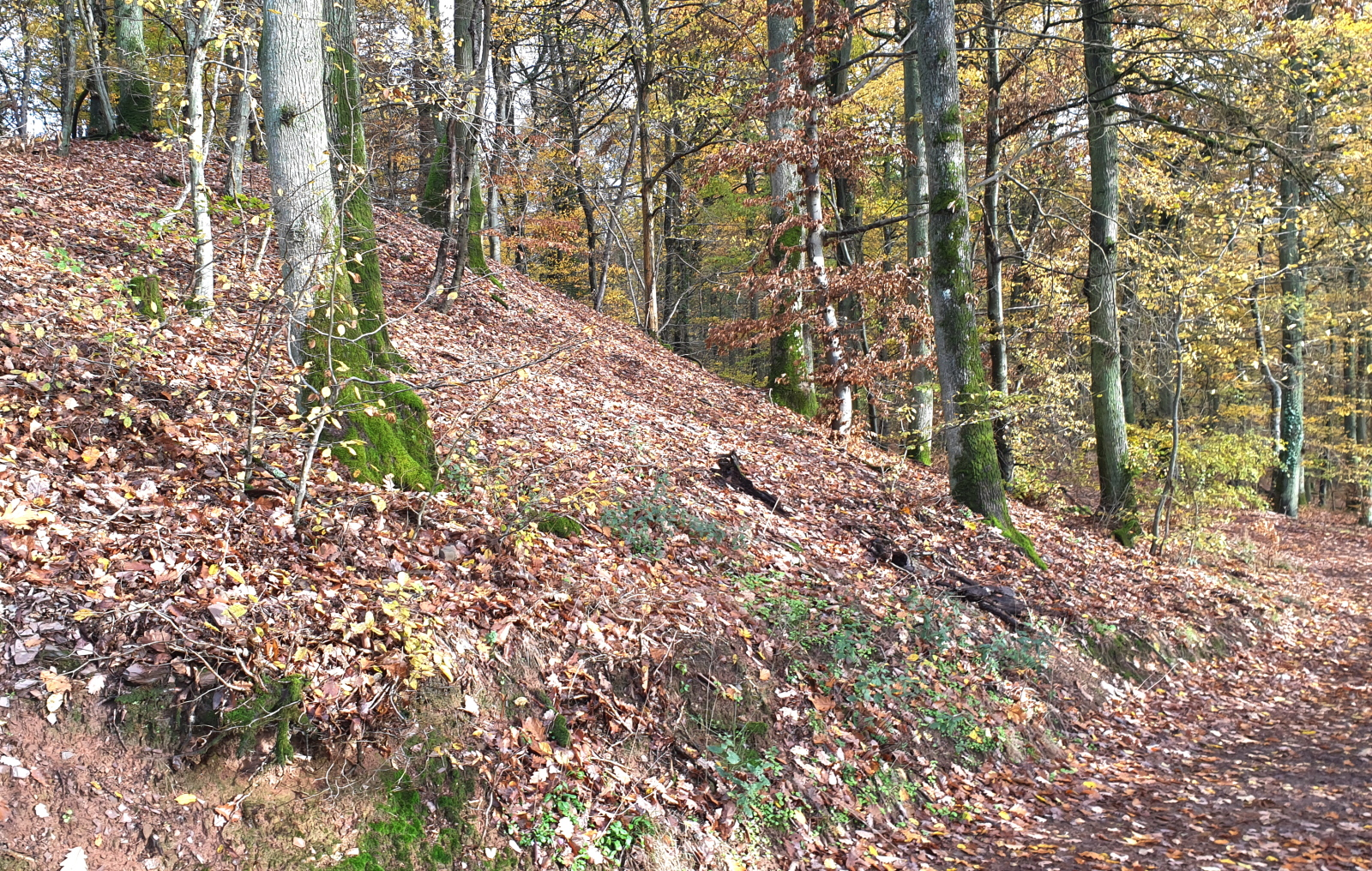
Abschnittswall Erdener Burgberg am Ausgang der Anlage Blickrichtung Osten.
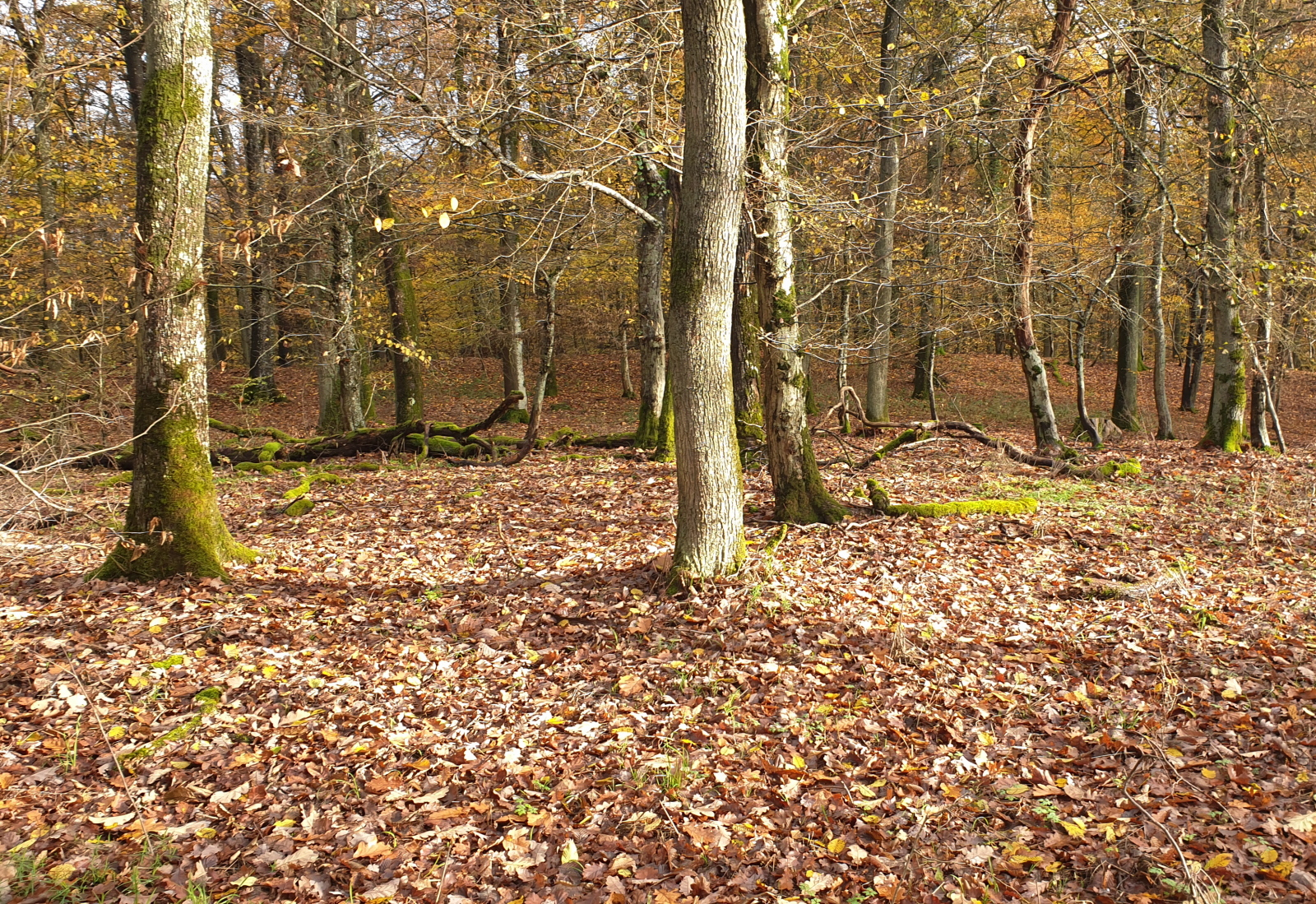
Abschnittswall Erdener Burgberg Innenbereich Blick Richtung Nordosten.
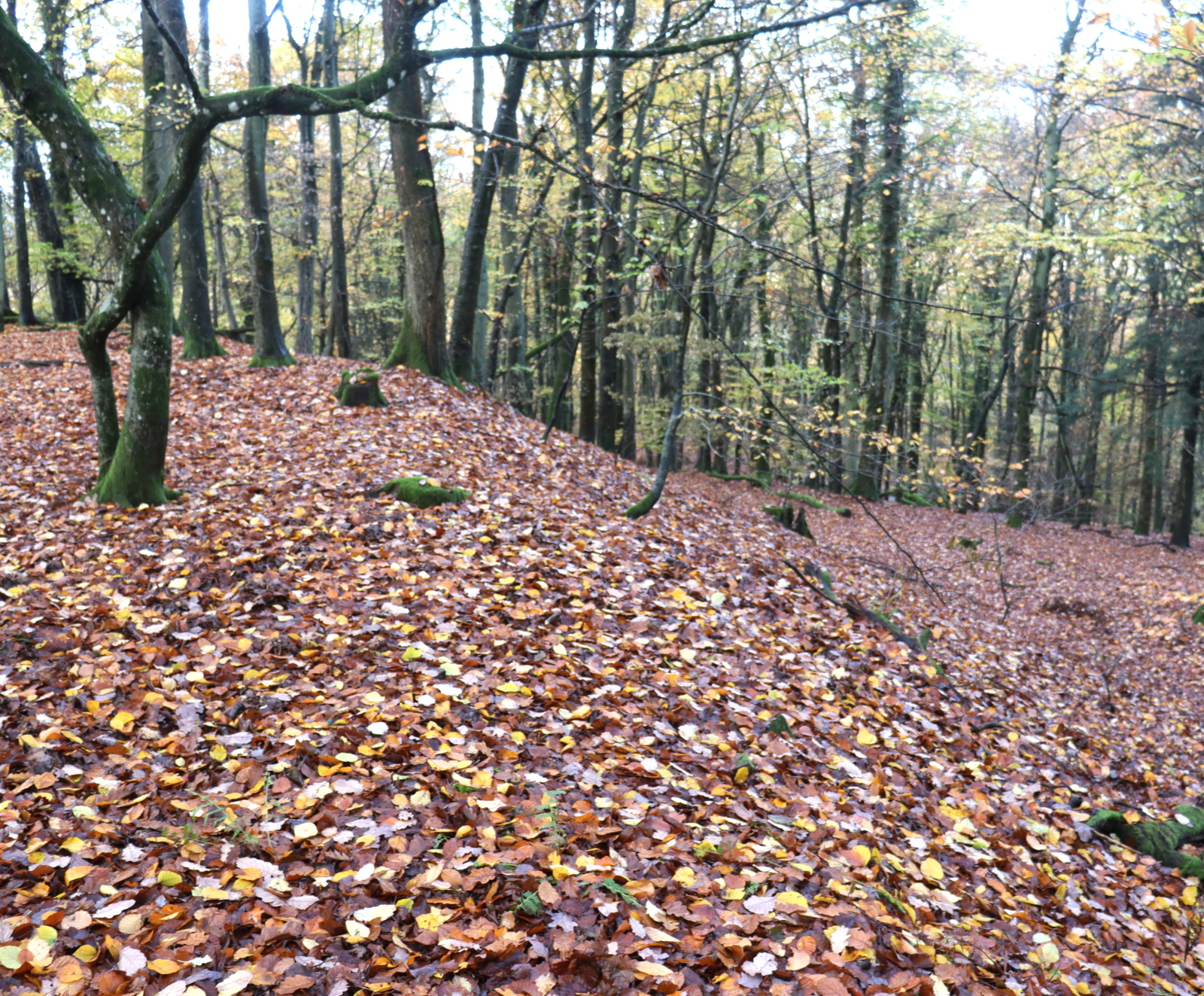
Abschnittswall Erdener Burgberg mit Blick Richtung Nordwesten.
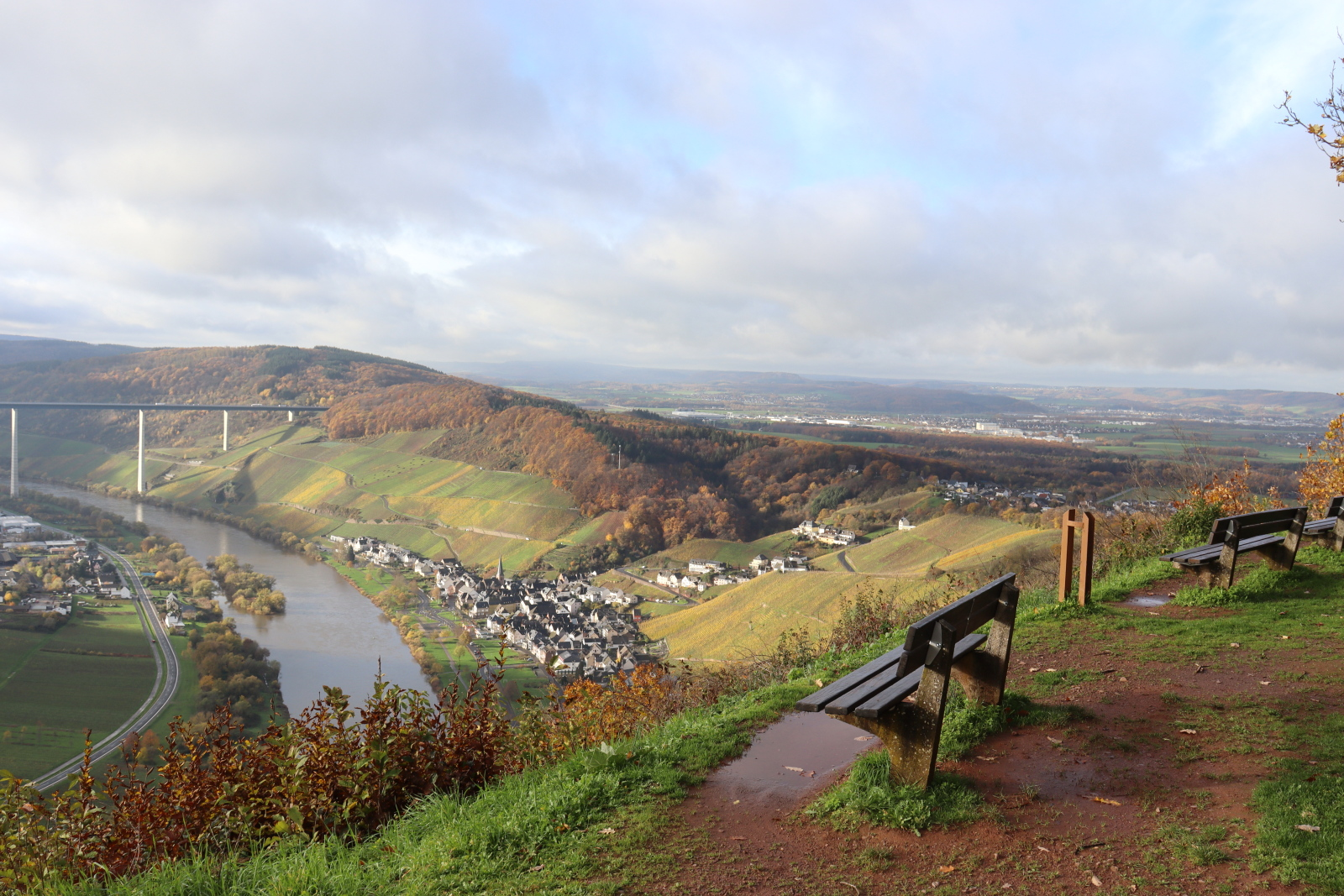
Blick vom Abschnittswall Erdener Burgberg Richtung Ürzig und Wittlicher Senke.
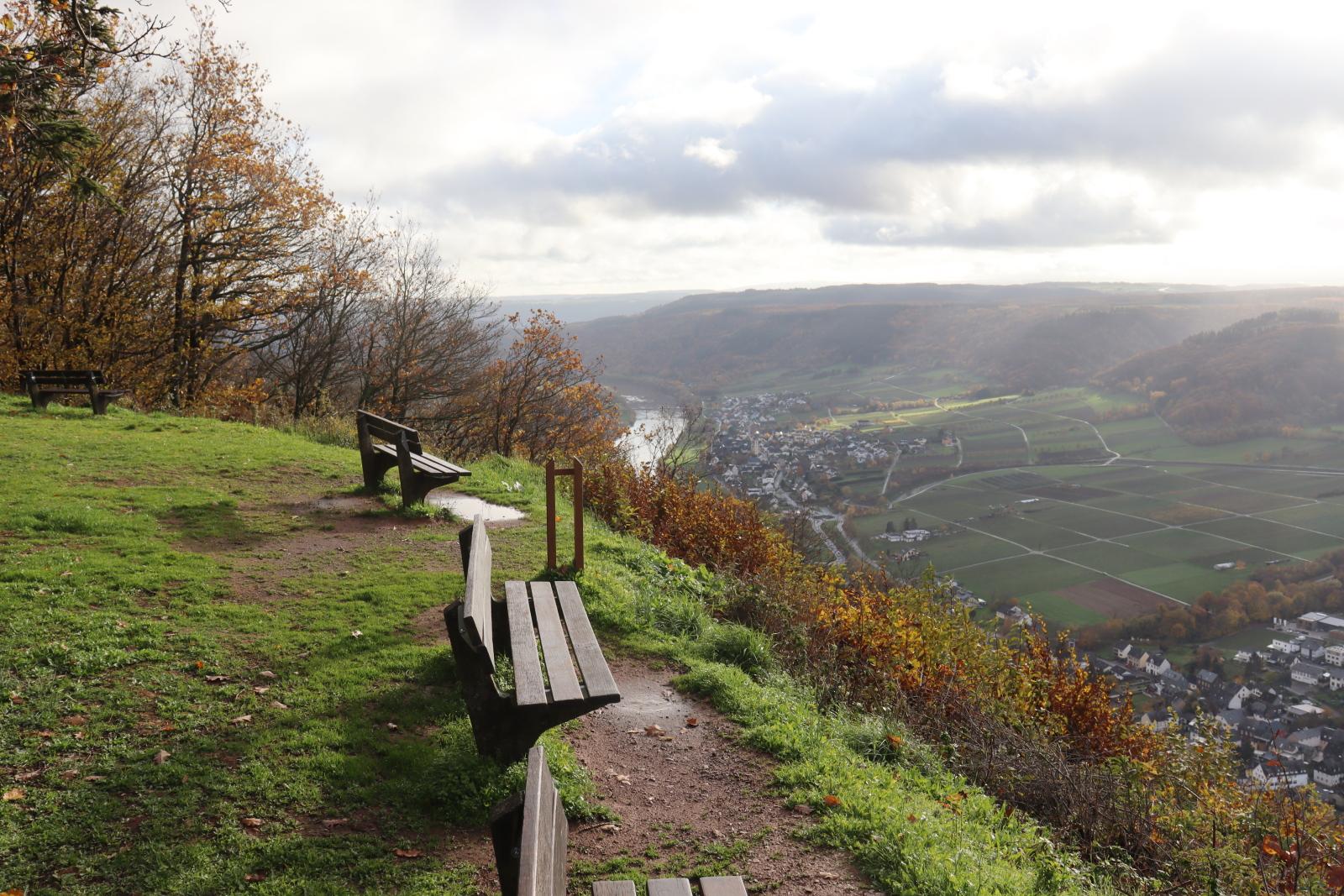
Blick vom Abschnittswall Erdener Burgberg Richtung Südosten moselabwärts

## Befestigungstypen von Ringwallanlagen
Bereits 1921 berichtete Paul Steiner vom Provinzialmuseum Trier, dass die bekanntgewordenen Ringwallanlagen und vor- und frühgeschichtlichen Wehranlagen des Trierer Landes in einem Atlas erfasst und untersucht werden sollen. 1932 veröffentlichte er eine Schrift über Vorzeitburgen des Hochwaldes. Hier berichtete er im ersten Teil über älteste Befestigungsanlagen des Trierer Landes im Allgemeinen und stellte dabei eine Typologie von vorgeschichtlichen Befestigungsanlagen vor:
1. Der einfache Abschnittswall, ein Querwall mit davorliegendem Graben, der einen Bergsporn von einem zum anderen abriegelt.
2. Der daraus weiterentwickelte Ringwallabschnitt, der in ähnlicher Weise einen hohen Querwall mit Graben aufweist, zusätzlich aber wegen weniger steilem Gelände niedrigere Ringwälle benötigt
3. Der eigentliche Ringwall, der ringsum mit einer gleich hohen Mauer in gleicher Form umgeben ist

Steiner veröffentlichte in den 1920er und 30er Jahren eine Serie über vergessene und versunkene Burgen. So auch 1933 den Artikel „Eine vergessene Moselburg bei Erden“ in Ausgabe 59 der Trierischen Landeszeitung vom 4. März 1933.